# John Kirkby (Bischof, Ely)
John Kirkby († 26. März 1290 in Ely) war ein englischer Beamter und Geistlicher. Ab 1284 war er königlicher Treasurer, dazu wurde er 1286 Bischof von Ely.

## Herkunft
John Kirkbys Herkunft ist unbekannt. Er hatte einen Bruder und mindestens vier Schwestern. Möglicherweise war er mit dem John Kirkby verwandt, der 1227 und 1236 als Richter gedient hatte und vielleicht aus Kirkby Lonsdale in Westmorland stammte. Andererseits war der Name Kirkby damals nicht ungewöhnlich und für die Verwandtschaft gibt es keine Belege. Kirkby begann seine Karriere als Beamter in der königlichen Kanzlei während der Herrschaft von Heinrich III.

## Aufstieg als königlicher Beamter
Bis 1269 war Kirkby zum Keeper of the Rolls der königlichen Kanzlei aufgestiegen. Nach dem Tod von Kanzler Richard Middleton am 7. August 1272 übernahm er die Verwahrung des Großsiegels. Nach dem Tod von Heinrich III. am 16. November übergab Kirkby das Siegel an Erzbischof Walter Giffard, einem der Mitglieder des Regentschaftsrats, da der Thronfolger Eduard noch auf der Rückreise von seinem Kreuzzug war. Kirkby diente auch unter Eduard I. in der königlichen Kanzlei. Während der Abwesenheiten des neuen Kanzlers Robert Burnell diente er als Siegelbewahrer, vor allem im Februar 1278, im Mai 1279, im Februar 1281 und im März 1283. Als Schützling von Burnell übernahm er damit quasi das Amt eines Vizekanzlers, auch wenn er diesen Titel nicht führte. Spätestens seit 1276 gehörte er dem Kronrat an.
Am 19. Juni 1282 teilte der König den Sheriffs aller Grafschaften, mit Ausnahme des Sheriffs von Cornwall mit, dass Kirkby dringende Aufgaben erledigen müsse. Die Sheriffs sollten ihm und seinem Vertreter Walter of Amundsham alle nötige Unterstützung geben. Ähnliche Schreiben gingen an die Boroughs, an die Klöster und an andere Einrichtungen. Der Grund für diese dringende Mission war das Einsammeln von freiwilligen Geldleistungen und Krediten zur Finanzierung des Feldzugs zur Niederschlagung des Aufstands in Wales. Bis Herbst 1282 konnte Kirkby auf seinen Reisen tatsächlich etwa £ 16.500 auftreiben, wodurch er sich aber auch zahlreiche Feinde schuf. Dieses Geld reichte aber bei weitem nicht für die Finanzierung des Feldzugs aus. Deshalb berief der König für Anfang 1283 sowohl in York wie in Northampton Ratsversammlungen ein. Kirkby sollte als Vertreter des Königs zusammen mit dessen Cousin Edmund of Cornwall und mit dem Treasurer Richard of Ware die Versammlung in Northampton leiten. Die Versammlung bewilligte schließlich eine Steuer auf den dreizehnten Teil der beweglichen Habe. Die Summen, die Kirkby zuvor eingetrieben hatte, konnten mit dieser Steuer verrechnet werden. 

## Dienst als königlicher Treasurer
Nach dem Tod von Richard Ware wurde Kirkby am 6. Januar 1284 zum neuen Treasurer ernannt. Er war vermutlich die treibende Kraft hinter den Reformen im königlichen Schatzamt in den 1280er Jahren. Die Buchhaltung wurde verbessert und die Einkünfte wurden genauer untersucht. 1284 stellten die Beamten eine Prognose der jährlichen Einkünfte der Krone auf, wonach diese nur £ 26.828 betrugen. Das 1284 nach der Eroberung von Wales erlassene Statut von Rhuddlan befasste sich deshalb auch mit Geldern, die der Krone noch geschuldet wurde, und mit der Organisation des Schatzamts. Dazu sollten sich die Beamten verstärkt bemühen, offene Schulden einzutreiben. 1285 begann die später als Kirkby's Quest bezeichnete Überprüfung der Pflichten der Kronvasallen gegenüber dem König. Die Untersuchung geschah im Zusammenhang mit anderen Reformen in der Verwaltung des Schatzamts und hatte weitreichende Folgen. Lokale Jurys sollten die Antworten der Vasallen auf Fragen zu Pflichten und Schulden gegenüber der Krone, zu Einkünften, Pachten, Besitzrechte, Gerichtsvollmachten, Kriegsdienste und mehr erheben. Die genaue Untersuchung führte zu Unmut unter den Kronvasallen, doch seit der Erstellung des Domesday Book 200 Jahre zuvor hatte kein englischer König mehr über derart umfangreiche Informationen über sein Reich verfügt. Allerdings blieben nur wenige, unvollständige Berichte der Erhebung erhalten, und 1285 ordnete der König dem Schatzamt an, bei der Erfassung der Schulden bedächtiger vorzugehen und bei der Rückzahlung auch Ratenzahlungen zu akzeptieren.
Kirkby diente dem König nicht nur in finanziellen Angelegenheiten. Vermutlich erhielt er die Aufgabe, über die Parlamente Aufzeichnungen zu verfassen. Besonders wurde er jedoch für seine Rolle im Streit des Königs mit der City of London bekannt, durch die er äußerst unbeliebt wurde. Im Juni 1285 ernannte ihn der König zum Vorsitzenden einer Sonderkommission, um die öffentliche Ordnung in London zu untersuchen. Dort war es zu einem Skandal gekommen, als der Goldschmied Lawrence Duket von Freunden des Alderman Ralph Crepyn ermordet worden war. Kirkby forderte Mayor Gregory de Rokesle auf, zum Verhör in den Tower of London zu kommen. Dieser legte daraufhin aus Protest sein Amt nieder, worauf Kirkby die Stadt unverzüglich unter königliche Verwaltung stellte. Dafür bestellte er unverzüglich Vertreter der Stadt, die vor dem König in Westminster erscheinen sollten, und ernannte zwei Beamte, um die Aufgaben des Sheriffs zu übernehmen und um Gebühren und Steuern einzutreiben. Der König stellte die Stadt unter Aufsicht eines Warden, erst 1298 erhielt sie ihre Selbstverwaltung zurück. 

## Aufstieg als Geistlicher
Eduard I. belohnte Kirkbys Dienste mit so vielen Benefizien, dass er als besonders skandalöser Pluralist galt. Seine erste bekannte Pfründe hatte Kirkby noch 1271 von Heinrich III. erhalten, der ihm die Rechte der Kirche in Melbourne und weitere Rechte übergab, wodurch Kirkby jährliche Einkünfte von 47 Shilling und 9 Pence hatte. Obwohl er nur zum Diakon geweiht worden war, wurde er wenig später Rektor von St Buryan in Cornwall, Dekan von Wimbourne, Kanoniker in Wells und York und nach 1272 Archidiakon von Coventry. 1283 wurde er zum Bischof der Diözese Rochester gewählt, doch Erzbischof Pecham lehnte die Wahl von verdienten Beamten als Bischöfe ab. Er übte auf Kirkby soviel Druck aus, dass dieser auf das Bischofsamt verzichtete. Dann ordnete der Erzbischof eine Neuwahl an, da Kirkby aufgrund seiner Ämterhäufung als Kandidat inakzeptabel sei.

## Bischof von Ely
Am 26. Juli 1286 wurde Kirkby dann zum Bischof der Diözese Ely gewählt. Der König war in Melun in Frankreich, als ihm dort am 7. August die Wahl zur Genehmigung mitgeteilt wurde. Dieses Mal hatte Pecham keine Einwände, so dass er die Wahl am 17. August bestätigte. Pecham selbst weihte Kirkby am 21. September in Faversham Abbey zum Priester und am nächsten Tag in Canterbury zum Bischof. Doch auch als Bischof übte Kirkby sein Amt als Treasurer weiter aus. Da der König noch immer in seinen südwestfranzösischen Besitzungen war, reiste Kirkby 1287 nach Südwales, um mit die Niederschlagung der Rebellion von Rhys ap Maredudd zu unterstützen. Der König war noch immer in Frankreich, als Kirkby im Februar 1289 die Magnaten in London zu überzeugen versuchte, eine Steuer zu bewilligen. Diese lehnten dies aber in Abwesenheit des Königs ab. Danach soll er die Erhebung der Tallage angeordnet haben. Für diese Steuer benötigte er nicht die Zustimmung der Magnaten, doch dennoch wurde die Erhebung nicht durchgeführt. Der König billigte aber sein Vorgehen, denn Kirkby gehörte nicht zu den Beamten, gegen die nach der Rückkehr des Königs im August 1289 wegen Amtsvergehen ermittelt wurde.
Kirkby war ein großzügiger Förderer der Diözese Ely. Er überließ der Diözese mehrere Häuser in London, darunter sein Wohnhaus, das später als Ely Place das Londoner Stadthaus der Bischöfe wurde. Er starb an den Folgen eines Aderlasses. Von der Operation geschwächt, bekam er wieder ein Fieber, das er bereits Anfang des Jahres gehabt hatte. Er wurde in der Kathedrale von Ely beigesetzt. Sein Erbe wurde sein Bruder William.